# Фрёден, Йеспер
Йеспер Фрёден (швед. Jesper Frödén; род. 21 сентября 1994, Стокгольм) — шведский профессиональный хоккеист, нападающий швейцарского клуба «Цюрих Лайонс» (с 2023 года). Игрок сборной Швеции по хоккею с шайбой. Бронзовый призёр чемпионата мира 2024 года.

## Клубная карьера
В сезоне 2019/2020 годов Фрёден был удостоен премии «Новичок года» в Шведской хоккейной лиги.
14 июня 2021 года Фрёден в качестве незадрафтованного свободного агента подписал однолетний контракт с «Бостон Брюинз» из НХЛ. Через год, покинув «Бостон Брюинз» в качестве свободного агента, подписал однолетний контракт с «Сиэтл Кракен». За «Сиэтл» в сезоне 2022/2023 годов сыграл в 14 матчах НХЛ, отдал 4 результативные передачи.
Будучи свободным агентом, Фрёден решил вернуться в Европу и 24 июня 2023 года подписал двухлетний контракт со швейцарским клубом «Цюрих Лайонс» из Национальной лиги. В 2024 году стал чемпионом швейцарской национальной лиги в составе "Цюриха Лайонса". 

## Карьера в сборной
В 2021 и 2024 годах выступал за сборную Швеции на чемпионатах мира. Стал бронзовым призёром чемпионата мира 2024 года в Чехии.
В 2025 году Йеспер Фрёден был включен в состав первой сборной для участия в домашнем чемпионате мира, который проходил в двух странах.